# Lytta moerens
Lytta moerens är en skalbaggsart som först beskrevs av Leconte 1851.  Lytta moerens ingår i släktet Lytta och familjen oljebaggar. Inga underarter finns listade i Catalogue of Life.